# G7+
El G7+ es una organización intergubernamental que reúne a países que enfrentan un conflicto activo o que han tenido experiencias recientes de conflicto y fragilidad. Se creó en 2010 y se compone de 20 países miembros de África, Asia-Pacífico, Medio Oriente y el Caribe con una población combinada de 260 millones. No debe confundirse con el G7 ni es el G7 más algún paísː ninguno de los 20 países miembros del G7+ es miembro del G7.

## Objetivos
1. Facilitar el intercambio de lecciones aprendidas y buenas prácticas para la consolidación de la paz y la construcción del Estado, para promover los objetivos de estabilidad, paz y buena gobernanza, y fomentar la cooperación entre los países miembros.
2. Abogar por reformas en las políticas de gestión de la ayuda al desarrollo y otras formas de participación internacional en sus países miembros, para que se adapte a sus situaciones de fragilidad.
3. Promover y defender la paz y la construcción del Estado lideradas por los propios países (y no por países extranjeros) como base de cualquier marco de desarrollo.
4. Promover instituciones eficaces ayudando a los miembros a mejorar las esferas de la política, la administración pública, los recursos naturales, la economía y las finanzas.

## Antecedentes
El G7+ fue concebido en el tercer Foro de alto nivel sobre la eficacia de la ayuda en Accra, Ghana, en 2008, donde una reunión paralela convocó a los representantes de países frágiles para tratar sobre cómo funcionaba la cooperación para el desarrollo en esos países. El grupo se formalizó aún más en la primera reunión del Diálogo Internacional para la Consolidación de la Paz y la Construcción del Estado (IDPS por sus siglas en inglés), celebrada en Dili (Timor Oriental) en abril de 2010.
La reunión más amplia de los desplazados internos dio lugar a la Declaración de Dili en la que se reconoce al grupo y se adoptan varias de sus recomendaciones. Desde entonces, el grupo se ha ampliado para representar a veinte países miembros, a saber, Afganistán, Burundi, República Centroafricana, Chad, Comoras, Côte d'Ivoire, República Democrática del Congo, Guinea, Guinea-Bissau, Haití, Islas Salomón, Liberia, Papúa Nueva Guinea, Santo Tomé y Príncipe, Sierra Leona, Somalia, Sudán del Sur, Timor Oriental, Togo y Yemen .

## Gobernanza

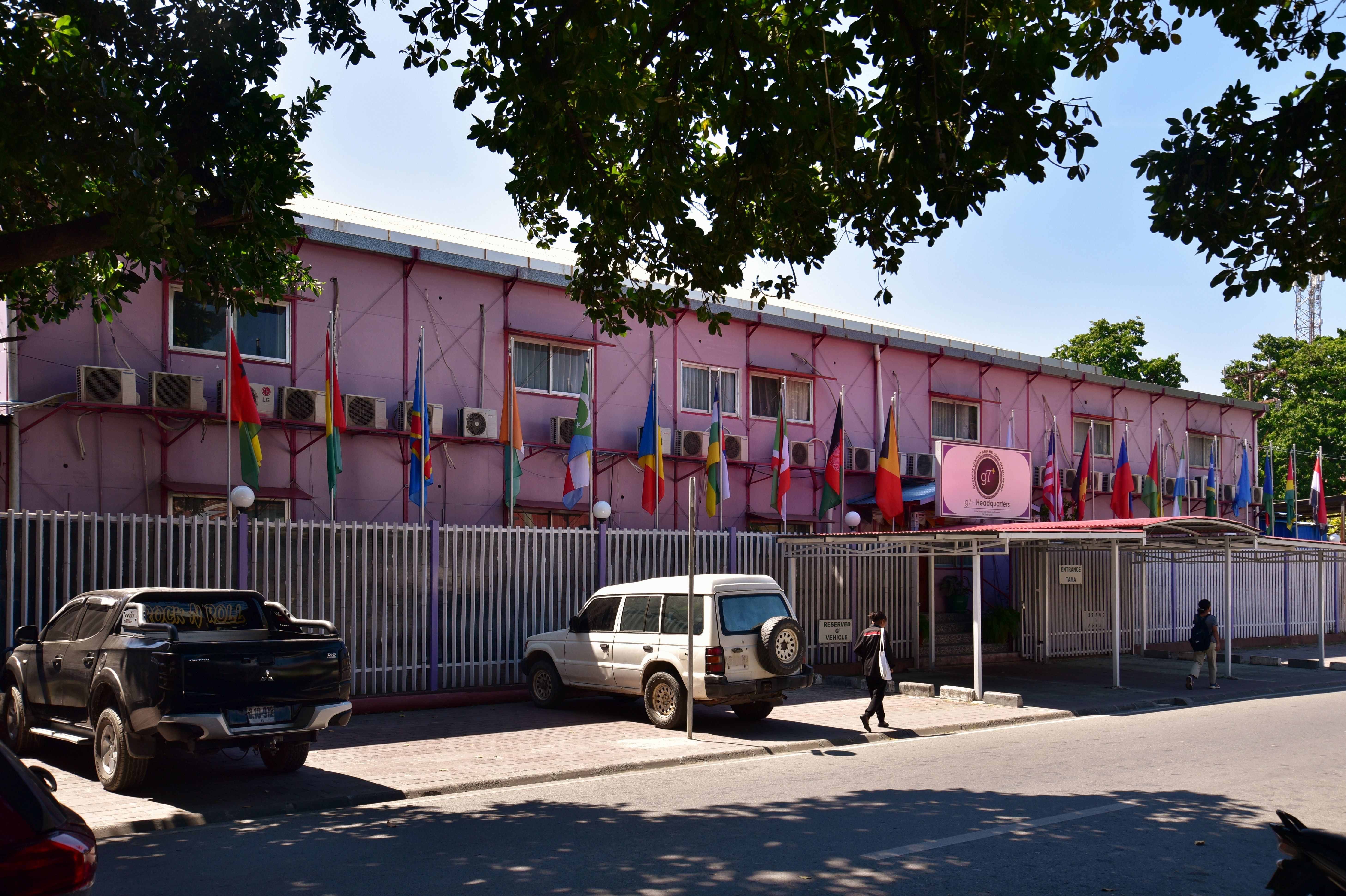
Sede del G7+ en Dili (Timor Oriental) en 2023

El órgano de toma de decisiones por excelencia del grupo es un foro ministerial que se convoca cada año en un país miembro. Cada país miembro está representado por un ministro. Las decisiones se toman mediante consultas entre los países miembros. Los ministros aprueban las prioridades estratégicas y un plan anual basado en ellas. El grupo está presidido por un ministro, seleccionado por consenso de los países miembros para un mandato de dos años. El actual presidente es el ministro de Finanzas y Desarrollo de Sierra Leona, Dr. Momodu Lamin Kargbo. La secretaría del G7+ funciona como un órgano ejecutivo que facilita la implementación de los planes estratégicos y garantiza la coordinación. Tiene su sede permanente en el Ministerio de Finanzas de la República de Timor Oriental, que se encuentra en Dili. Periódicamente y sobre una base ad hoc se celebran consultas a nivel técnico entre los puntos focales de cada país, que son altos funcionarios de cada país miembro.

## Consolidación de la paz y construcción del Estado
Los países que atraviesan crisis agudas o que acaban de salir de una guerra, un conflicto o un desastre natural experimentan dificultades para alcanzar el desarrollo económico y social. El Informe sobre el desarrollo mundial (Banco Mundial, 2011) concluyó que casi ninguno de estos países logró alcanzar un solo Objetivo de Desarrollo del Milenio. Una de las razones subyacentes, según el informe, es la falta de paz y de instituciones fuertes. Los países del G7+ comparten esta visión y reconocen que la paz sostenible y las instituciones estatales eficaces son precursoras del crecimiento económico y social. Además, los países del G7+ enfrentaron desafíos similares para hacer realidad los principios de eficacia de la ayuda en sus países, según la encuesta de seguimiento de la Declaración de París (sobre la eficacia de la ayuda) de 2008, lo que contribuyó a una mayor fragmentación del Estado. Por ello, el G7+ sostiene que sus miembros deben priorizar la consolidación de la paz y la construcción del Estado para proporcionar bases que les permitan avanzar hacia la estabilidad y la resiliencia.

## Nuevo acuerdo para la participación en países frágiles
A través del foro permanente denominado "Diálogo Internacional sobre Consolidación de la Paz y la Construcción del Estado", que reunió a miembros del G7+ y donantes, se negoció y acordó un nuevo conjunto de principios para actuar en situaciones frágiles. Estos principios se incorporaron a un marco denominado Nuevo pacto para la participación en estados frágiles (New Deal for Engagement in Fragile States). Fue aprobado en noviembre de 2011, durante el IV Foro de alto nivel sobre la eficacia de la ayudacelebrado en Busan, Corea del Sur, por más de 40 países y organizaciones internacionales.
Este pactoexige que los gobiernos y los socios para el desarrollo prioricen a nivel nacional los objetivos de consolidación de la paz y de consolidación del Estado, que sonː
1. Se deben fomentar políticas inclusivas para reconciliar y resolver conflictos
2. El objetivo será lograr seguridad para todo el pueblo, no solo partes de él
3. Acceso a la justicia
4. Sentar las bases económicas de la paz a través de la generación de empleo sostenible
5. Desarrollar la capacidad del Estado para generar ingresos y proporcionar servicios

El pacto pretende garantizar la rendición de cuentas mutua entre los gobiernos, la sociedad civil, los donantes y otros actores internacionales. Su objetivo es abordar las causas profundas del conflicto y la fragilidad y adoptar un enfoque liderado por los países para las asociaciones para el desarrollo, en consonancia con los principios de eficacia de la ayuda. Busca armonizar a los donantes  para evitar la fragmentación de la ayuda.
El G7+ busca promover la implementación de los principios del Nuevo pacto en sus países miembros, a través de un mejor compromiso entre los gobiernos, los socios para el desarrollo y la sociedad civil, con el fin de crear mejores asociaciones hacia la paz y la resiliencia.
Desde la aprobación del Nuevo pacto, en 2014 se realizó una encuesta de seguimiento para evaluar el progreso de su implementación. El Diálogo Internacional sobre Consolidación de la Paz y la Construcción del Estado (IDPS por sus siglas en inglés; es una especie de organización divulgativa, activa desde 2008) también realizó una revisión independiente de este pacto en abril de 2016, para evaluar cómo se estaban siguiendo sus principios. Ambos estudios confirmaron que estos principios son uno de los medios más eficaces para no dejar a nadie atrás en el logro del desarrollo sostenible.

## La Agenda 2030 para el desarrollo sostenible
El G7+ también desempeñó un papel fundamental en la negociación exitosa de la inclusión de un Objetivo de Desarrollo Sostenible(ODS) sobre paz, justicia e instituciones sólidas, el número 16en la Agenda 2030 que fue adoptada en la 70.ª Asamblea General de las Naciones Unidas en septiembre de 2015, en Nueva York.
El G7+ ahora busca apoyar la implementación y el seguimiento de los ODS en sus países miembros, así como mantener el impulso de priorizar las sociedades pacíficas, la justicia y las instituciones responsables dentro de la Agenda 2030. Además, el grupo aboga por que se preste una atención especial a los países que se encuentran en situación de fragilidad en la implementación de la Agenda 2030 debido a la peculiaridad de sus desafíos.
Con este fin, el G7+ seguirá el progreso de los ODS en las áreas clave que son comunes a los miembros. El resultado de este seguimiento se publicará posteriormente para mostrar las tendencias en los países del G7+ mientras implementan la Agenda 2030. La cuarta reunión ministerial del G7+, celebrada los días 23 y 24 de marzo de 2016 en Kabul (Afganistán), aprobó que los miembros sigan los ODS que se acordarán conjuntamente.

## Aprendizaje entre pares y cooperación entre frágiles
El aprendizaje entre pareses una de las prioridades que surgieron en noviembre de 2012 en la reunión ministerial del G7+ en Haití, y es un pilar del concepto de cooperación entre frágiles (F2F por su acrónimo en inglés). La F2F tiene como objetivo movilizar la cooperación entre los países miembros, desarrollar una red para compartir conocimientos y experiencia y aplicar las habilidades colectivas del grupo a los desafíos específicos que enfrenta cada país.
Con la idea de compartir conocimientos, en 2013 y 2014 el G7+ llevó a cabo un proyecto de investigación y aprendizaje mutuo sobre la gestión de los recursos naturales, que condujo a la publicación de un manual titulado Recursos naturales en los países del G7+. Además, la secretaría del G7+ publicó en 2016 un informe titulado Instrumentos de ayuda para la paz y la construcción del Estado: poner en práctica el New Deal,en el que diferentes estudios de caso de países del G7+ destacaron buenos ejemplos de la aplicación de los principios del Nuevo pacto en el uso de instrumentos de ayuda.
Con espíritu de solidaridad y en el marco de la cooperación entre frágiles del G7+, esta organización también ayuda a lograr la paz y la resiliencia, mediante misiones de personas eminentes y otros funcionarios de alto nivel de los países miembros a un país miembro que enfrenta desafíos. Además, el grupo ayuda a movilizar el apoyo internacional para el país miembro en problemas. También promueve la cooperación entre los países miembros; por ejemplo, el Gobierno de Timor Oriental ayudó a Guinea-Bissau y la República Centroafricana en sus procesos electorales en 2014 y 2015 y ayudó a Liberia, Guinea y Sierra Leona en su lucha contra el ébola.

## Promoción de políticas
Asimismo, el G7+ tiene como objetivo abogar a nivel global por mejores políticas de compromiso internacional en países afectados por conflictos y fragilidad. Además de promover con éxito la inclusión del Objetivo de Desarrollo Sostenible número 16 en la Agenda 2030, el G7+ también ha logrado influir en procesos de donantes como las rondas de asignación de fondos IDA17 e IDA18 de la Asociación Internacional de Fomento del Grupo Banco Mundial. 
Esta labor de influencia se basa en los principios del Nuevo pactoy se centra en cuestiones como la apropiación nacional (que los instrumentos de ayuda, por ejemplo una red de centros de salud, pasen al país), el uso de los sistemas nacionales (por ejemplo para llevar ayuda a zonas desfavorecidas), políticas flexibles sensibles al contexto y ayuda predecible (que haya un calendario a largo plazo de la ayuda que van a recibir, y que se cumpla). 
Dicha labor se realiza a través de una combinación de publicaciones de investigaciones, declaraciones de posición pública y un diálogo regular, formal e informal, con socios internacionales clave para el desarrollo a través del IDPS y otros foros. La revisión independiente del Nuevo pacto de 2016 concluyó que «el G7+ se ha convertido en un grupo cada vez más influyente en el escenario mundial» (Hearn 2016).